# Палетта, Габриэль
Габриэ́ль Алеха́ндро Пале́тта (исп. Gabriel Alejandro Paletta; род. 15 февраля 1986[…], Буэнос-Айрес) — аргентинский и итальянский футболист аргентинского происхождения. Победитель молодёжного чемпионата мира 2005.

## Карьера
Габриэль Палетта выступал за «Банфилд», когда в 2005 году получил вызов молодёжную сборную Аргентины на чемпионат мира среди своих сверстников и, приняв участие во всех семи матчах кампании и выиграв турнир, привлёк к себе внимание скаутов «Ливерпуля». Летом 2006 года он перешёл в мерсисайдский клуб, а уже 25 октября состоялся дебют Габриэля в первой команде. В этом матче против «Рединга» в рамках розыгрыша Кубка Лиги Палетта также отметился забитым голом. Главный тренер «Ливерпуля» Рафаэль Бенитес весьма лестно отзывался об этом игроке, сказав в частности: «Палетта очень крепок и принадлежит к тому типу игроков, которые подходят для игры в Премьер-лиге».
После поражения от «Арсенала» со счётом 3:6 в январе 2007 года в матче на Кубок Лиги, появились разговоры о том, что Палетта, который принял участие в той игре, не готов ко встречам в английских кубковых турнирах. Летом 2007 года Габриэль вернулся в Аргентину, где стал выступать за команду «Бока Хуниорс».
6 января 2011 года в домашнем матче против «Ювентуса» после столкновения с нападающим Фабио Квальяреллой Квальярела получил тяжелую травму правого колена (разрыв крестообразных связок) и выбыл из строя до конца сезона.
31 января 2015 года Палетта перешёл в «Милан», однако не смог закрепиться в составе клуба и 27 августа 2015 года был отдан «Аталанте» на правах аренды, где провел успешный для себя сезон. В июне 2016 года Палетта вернулся в «Милан» и, под руководством нового тренера Винченцо Монтеллы, смог пробиться в стартовый состав, заняв позицию правого центрального защитника. 2 октября 2016 года принес «Милану» победу в домашнем матче против «Сассуоло», забив гол головой после розыгрыша углового. Игра завершилась со счетом 4:3. В феврале 2018 года «Милан» разорвал контракт с Палеттой.

## Достижения
«Бока Хуниорс»
- Чемпион Аргентины: 2008 (Апертура)
- Обладатель Южноамериканской Рекопы: 2008

Сборная Аргентины (мол.)
- Победитель молодёжного чемпионата мира по футболу (2005)

«Милан»
- Обладатель Суперкубка Италии: 2016